# Mozkový kmen

Mozkový kmen

Mozkový kmen (latinsky truncus cerebri) je částí mozku a navazuje na páteřní míchu (medulla spinalis). Vývojově a morfologicky ho řadíme k zadnímu mozku (rhombencephalon) a střednímu mozku (mesencephalon), ale funkčně tvoří nedělitelný celek.
Mozkový kmen zahrnuje tyto struktury:
- Prodloužená mícha (medulla oblongata)
- Varolův most (pons Varoli)
- Střední mozek (mesencephalon)

Prodloužená mícha a most jsou svým segmentárním uspořádáním systémem inervace hlavy, stejně jako páteřní mícha inervuje trup a končetiny.
Prodloužená mícha přímo pokračuje Varolovým mostem, který je vytvořený podélně i příčně probíhajícími vlákny mozečku (brachia pontis). Střední mozek pak navazuje na Varolův most, je tvořen crura cerebri na bazální části, ve své střední části tegmentem a na dorzální straně čtverhrbolí (corpora quadrigemina) obsahující specifická jádra pro zrakové a sluchové reflexy.
Mimoto, že zprostředkuje komunikace mezi míchou a koncovým mozkem, také kontroluje základní reflexní chování (dýchání, tlak krve, polykání, zvracení, vyměšování), řídí nepodmíněné reflexy a je v pohotovosti v situaci ohrožení. Informace získané v těchto situacích se neukládají do dlouhodobé paměti. Při činnostech řízených mozkovým kmenem se jedná o akce důležité jen pro právě probíhající okamžik, nebo pro zachování života. Proto si například těžko vybavujeme okamžik nějaké nehody. Naše reakce v té době řídil mozkový kmen. 
Klinicky se jedná o velmi významnou část CNS, v prodloužené míše se nachází specifická řídící centra pro dýchání a funkci srdeční, jejichž poškození i obyčejným otokem může být smrtelné.